# Сільськогосподарський інститут Республіки Сербської

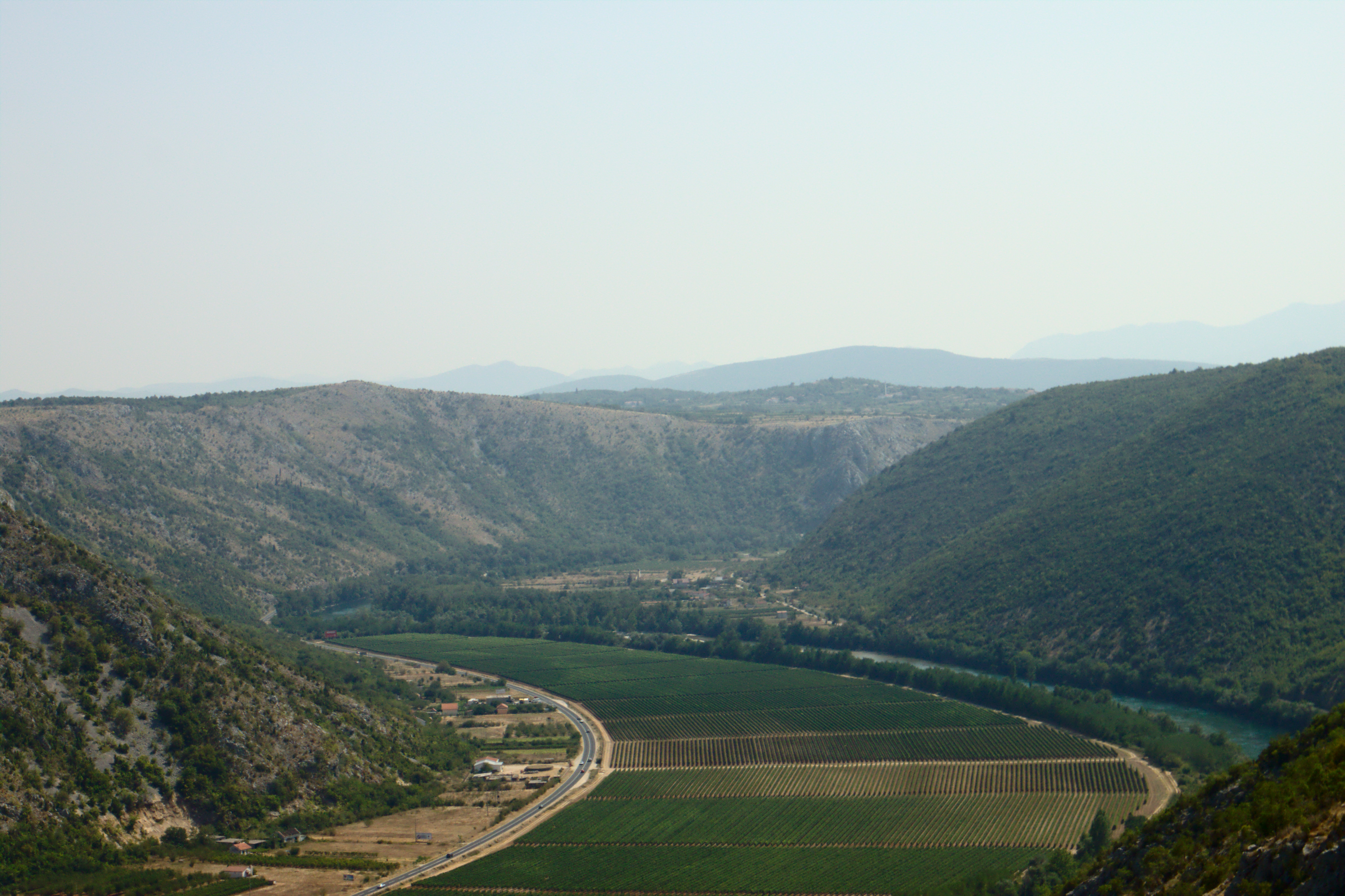
Сільськогосподарські ділянки у Неретві

Інститут сільського господарства Республіки Сербської (серб. Пољопривредни институт Републике Српске, англ. Agricultural Institute of Republic of Srpska) — науково-дослідний інститут, заснований 3 липня 1947 року як Сільськогосподарське відділення (Пољопривредни завод). Будівля Інституту знаходиться у Баня-Луці, районі Лазарево. До складу інституту входять власний бізнес-центр, будівля управління, сучасні лабораторії для проведення наукових досліджень у галузі сільського господарства. Крім цього, Інститут має свою власну земельну ділянку, обладнання для проведення випробувань та виробництва насіння і свій центр обробки. Інститут проводить фундаментальні, прикладні та наукові дослідження в області сільського господарства, що має стратегічне значення для Республіки Сербської. Діяльність інституту визначається завдяки діяльності дев'яти відділень: 
- Відділення зернових культур
- Відділення кукурудзи
- Відділення промислових рослин
- Відділення кормових культур
- Відділення овочеводства
- Відділення садівництва і виноградарства
- Відділення по захисту рослин, насіння і біотехнологій
- Відділення агроекології
- Відділення тваринництва

## Організаційна структура
Організаційну структуру Інституту складають Комітет управління, директор і наукова рада.
- Комітет управління Інституту складається із співробітників інституту та засновників, яких признає уряд Республіки Сербської. У комітет входять п'ять осіб: дві повинні мати науковий ступінь. Вибір та призначення проводиться на конкурсній основі за Законом про міністерські, урядові та інші призначення Республіки Сербської та Законом про науково-дослідницьку діяльність. Кожен член Комітету займає свою посаду протягом 4 років.
- Наукова рада — професійний орган Інституту, члени ради — співробітники інституту з науковими ступенями, які працюють дві третини від повного робочого дня у раді. У неї входять 12 осіб, кожна з яких займає свою посаду 4 роки. До ради можуть бути обрані засновники з ініціативи Наукової ради як представники Міністерства з науки і технологій.

## Історія

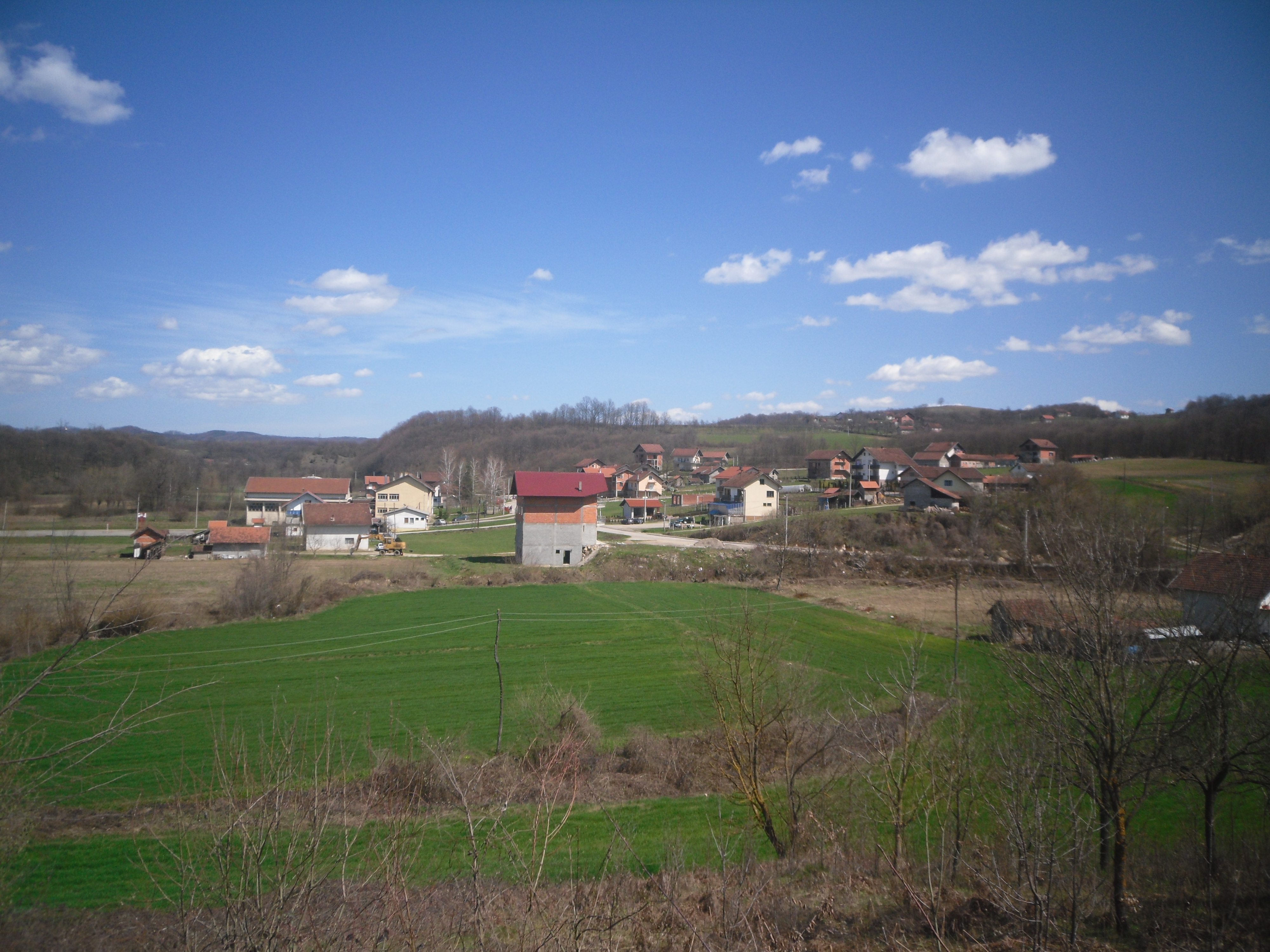
Село Борковичи

У 1947 році уряд Народної Республіки Боснія і Герцеговина за пропозицією міністра сільського господарства видало Постанову про створення Сільськогосподарського відділення у Баня-Луці, яке підпорядковувалося Міністерству сільського господарства. Результати єдиної селекційно-племінної роботи Інституту сільського господарства Республіки Сербської з 1947 року відображені у більш ніж 45 виведених сортів та гібридів зернових і кормових культур, кукурудзи та овочів — основи сільського господарства країни. Результати управління Інституту, чия діяльність заснована на лабораторних аналізах, пов'язані з якістю та медичної безпекою насіння і садивного матеріалу сільськогосподарських і кормових (для тварин) продуктів; безпеки та родючості ґрунту — саме ці питання є первинними для Інституту при організації досліджень або налагодженні сільськогосподарського виробництва.
Інститут сільського господарства Республіки Сербської є єдиним громадським науково-дослідним інститутом в даній області. З моменту свого створення Інститут пройшов через безліч різних періодів процвітання і успіху, затишшя і кризи, як отримуючи фінансову і матеріальну підтримку з боку влади СР Боснії і Герцеговини, так і перебуваючи поза інтересу влади і наукового товариства. З 1980 по 1990 роки Інститут, який входив в аграрно-промисловий комплекс Баня-Луки, пережив розквіт своєї діяльності, оскільки наукове товариство виділило багато коштів для фінансування. Другий період буму припав на роки після завершення Боснійської війни, коли Інститут насилу вистояв. З 2009 року Уряд Республіки Сербської регулярно виділяє гранти на наукові дослідження і різноманітну професійну діяльність, що представляє інтерес для національного сільського господарства.

## Ресурси Інституту

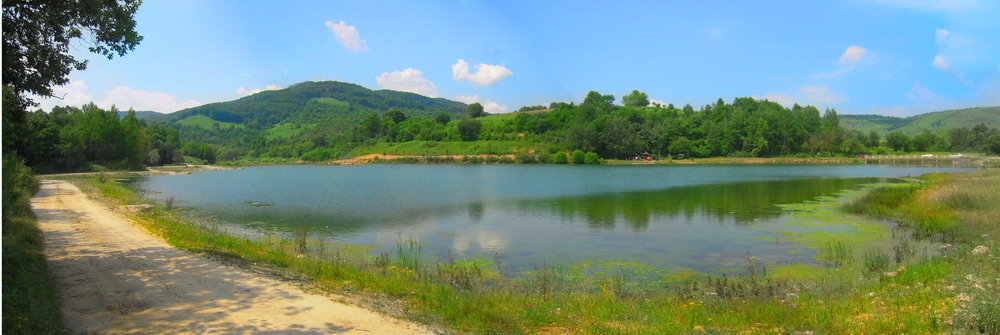
Озеро на горі Маняча

Це єдиний інститут у всій Боснії і Герцеговині, який вирощує свої власні сорти зернових, кормових і технічних культур, а також овочі та гібриди кукурудзи. Це основна передумова організації власного виробництва насіння в Республіці Сербській, спрямована на скорочення імпорту іноземних сортів насіння і гібридів та зменшення відтоку валютних коштів з Республіки Сербської на цій основі. Побічно сорти, виведені в Інституті, є основою для участі вітчизняних виробників, торгових компаній і заводів по переробці насіння, які представляють основні форми одержання доходів в країні в цій області. Інститут має всі необхідні засоби, сільськогосподарські угіддя, обладнання для експериментальних досліджень і виробничу базу для виробництва всіх сільськогосподарських культур в країні.
Виробнича база насіння — основа для комерційного виробництва. Сучасні лабораторії агрохімії та агроекології, захисту рослин, насіння та біотехнологій є основою для підключення Інституту до різних європейських проектів з охорони довкілля і виробництва продуктів здорового харчування на відкритому ринку. Лабораторія біотехнологій дозволяє повністю контролювати і виявляти генетично модифіковані сорти на ринку Республіки Сербської. Лабораторія насіння оснащена обладнанням для ефективного, якісного і кількісного тестування всіх видів насіння та садивного матеріалу, що перебуває в обігу на території Республіки Сербській. Є також свій генний банк рослин, де зберігаються і підтримуються численні автохтонні старі сорти, різноманітні популяції, нові сорти та гібриди рослин. В Інституті працюють висококваліфіковані фахівці. У зв'язку з цим офіційно метою інституту є збереження діючих кадрів і розвиток так званого «кадрового банку».

## Реалізовані проекти
Деякі з реалізованих Інститутом науково-дослідних проектів:
- Інтенсифікація виробництва кормів на орних землях рівнинного регіону
- Оплемінування (селекція) багаторічних трав
- Удосконалення вирощування пшениці в СР БіГ
- Інвентаризація земельних ресурсів у повоєнні роки в Боснії і Герцеговині
- Жито в системі органічного виробництва
- Вдосконалення виробництва кормових культур у Республіці Сербській
- Селекція та розмноження насіння гібридної кукурудзи в Республіці Сербській
- Утворення нових сортів груш, стійких до бактеріальних отруєнь
- Утворення нових високопродуктивних гібридів кукурудзи в Республіці Сербській
- Аналіз присутності генних модифікацій, в живих рослинах, частинах рослин і рослинних продуктах Республіки Сербської
- Експериментальні дослідження лікарських рослин у Поповому-полі
- Тестування та впровадження у виробництво нових сортів озимої пшениці
- Програма поліпшення тваринництва на території громади Костайниця

## Відомі сорти

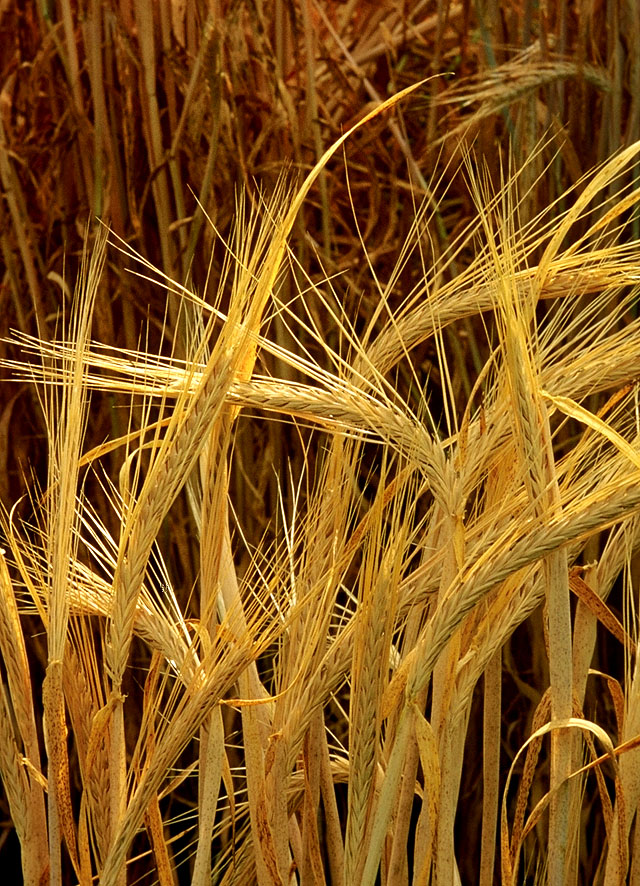
Ячмінь

Сільськогосподарський інститут з 1947 по 2012 роки вивів 14 сортів пшениці, два сорти ячменю, сорт жита, два сорти тритикале, дев'ять гібридів кукурудзи, чотири сорти люцерна, два сорти смілки, два сорти ожини, один сорт тимофіївки, один сорт весняного польового гороху, один сорт костриці червоної, чотири сорти сої і два сорти паприки.
- Виведені наступні сорти зернових культур: босанка, сарайка, плива, укрина, врбас, гранада, христина, банялучанка, олена, приедорчанка, стоянка, оріон, нова босанка, осіріс, коста, оскар, віктор, октавія
- Гібриди кукурудзи: BL-270, BL SC-55, BL SC-44/10, BL SC-50/19, BL SC-29, BL SC-27t, BL SC-48, BL SC-43, BL SC-46.
- Сорти кормових культур: луцерка, банялучанка, соня, біляна, смилькита остраху, звездан, тера, ежевица, БЛ, країна, мачии реп, буки, саша
- Сорти технічних культур: сана, соня, милица, марина
- Сорти овочів: стелла, баня-лукская рана.

## Нагороди
За внесок у розвиток сільського господарства країни Інститут сільського господарства був удостоєний таких нагород:
- Золота медаль всесвітньої виставки винаходів (2009)
- Європейський орден заслуг творчості III ступеня (2009)
- Премія Веселина Маслеши (1972)
- Подяку від Громади насіння Югославії (1990)
- Грамота від INA Petrokemija Kutina (1978)
- Премія «Золотий колос» від Баня-Лукського ярмарку «Агрос»
- Перша премія технологічних нововведень (2008)
- Золота медаль Інституту тваринництва і кормових культур Нови-Саду (1998)

У 2012 році до 65-річчя була опублікована монографія «65 років науково-дослідної і практичної роботи по поліпшенню сільського господарства», яку почали писати восени 2011 року.